# ورقة بن نوفل
ورقة بن نوفل الأسدي القرشي شخصية تاريخية، ورد ذكره في أكثر من مؤلف عند المؤرخين المسلمين ونقل عنهم مسيحيون. أتفق معظمها أنه كان يقرأ التوراة والإنجيل، وأنه كان حنيفيًا موحدًا في عصر ما قبل البعثة النبوية. وتقول روايات أنه كان يتبع النبي موسى وروايات أخرى تقول أنه كان اتبع النبي عيسى بن مريم بنت عمران . بعد نزول الوحي على محمد استدعي ورقة بن نوفل لبيت خديجة، فأقر له بالنبوة وقال له «هذا الناموس الذي أنزل الله على موسى»، ثم لم ينشب ورقة إلى أن توفي خلال بدايات ظهور دين الإسلام.

## نسبه
- هو ورقة بن نوفل بن أسد بن عبد العزى بن قصي بن كلاب، وهو ابن عم خديجة بنت خويلد، زوجة محمد.
- أمه هي هند بنت أبي كبير بن عبد بن قصي بن كلاب.[8]

## تحنفه
يقول ابنُ مَنِّ الله في حديقة البلاغة في رده على ابن غرسية: «وكانت فيهم (أي العرب) الملّة الحنيفية الإسلامية، والشريعة الإبراهيمية، ومن أهلها كان قس بن ساعدة الإيادي، وورقة بن نوفل، وزيد بن عمرو من بني عدي».
ومما يدل على اعتناق ورقة للتوحيد قوله لبعض أصحابه الذين رفضوا ترك عبادة الأصنام: «تعلمون، والله ما قومكم على دين، ولقد أخطأوا الحجة، وتركوا دين إبراهيم ما حجر تطيفون به؟ لا يسمع ولا يبصر ولا ينفع ولا يضرُّ، يا قوم التمسوا لأنفسكم الدين».
ومن هذا النص يتضح أن ورقة كان على دين إبراهيم، ويدعو أصحابه أن يُثنوا أقوامهم عن عبادة الأصنام.

## حياته وصحبته لرسول الإسلام
عُرف عن ورقة وبعض أصحابه أنهم يبحثون عن الحق دائماً، ويشغلهم التفكر في أمور الدين، لذا فقد خرج ورقة ذات يوم هو وزيد بن عمرو بن نفيل، ليسألا عن الدين، ورد في مسند الطياليسي:
«خرج ورقة بن نوفل، وزيد بن عمرو بن نفيل يلتمسان الدين حتى انتهيا إلى راهب بالموصل، فقال لزيد بن عمرو بن نفيل: من أين أقبلت يا صاحب البعير؟
- قال من بيت إبراهيم.
- قال : وما تلتمس ؟
- قال : ألتمس الدين.
- قال : ارجع ؛ فإنه يوشك أن يظهر الذي تطلب في أرضك[11]»

### شاهد على نبوة محمد
عن أبي ميسرة عمرو بن شرحبيل قال ورقة بن نوفل لمحمد: «أبشر ثم أبشر، ثم أبشر، فإنى أشهد أنك الرسول الذي بشر به عيسى برسول يأتي من بعدى اسمه أحمد، فأنا أشهد أنك أنت أحمد، وأنا أشهد أنك محمد، وأنا أشهد أنك رسول الله، وليوشك أن تؤمر بالقتال وأنا حى لأقاتلن معك». فمات ورقة. فقال النبي محمد: «رأيت القس في الجنة عليه ثياب خضر».
وورد عن الرسول محمد أنه لما سُئل عن ورقة قال: «أبصرته في بطنان الجنة عليه سندس». وقال السهيلى في الروض الأنف: ”ورقة قد ثبت إيمانه بمحمد”، ويقول ابن القيم الجوزية في زاد المعاد: ”وأسلم القس ورقة بن نوفل، وتمنى أن يكون جذعاً إذ يخرج رسول الإسلام قومه«وفي جامع الترمذي أن رسول الإسلام رآه في هيئة حسنة. وفي حديث آخر أنه رآه في ثياب بيض».

## مرحلة نبوة محمد
حسب جميع المصادر، فإن ورقة كان قد أُصيب بالعمى في هذه الفترة.
كتاب السيرة النبوية في جزءه الثاني يذكر قصة ورقة مع خديجة:

## اتهامات حول علاقته بالقرآن
يدَّعي بعض المستشرقين المتأخرين دون سند أن محمد تلقى القرآن وتعاليم الرسالة الإسلامية عن ورقة بن نوفل، خصوصًا أن ورقة كان متمكناً من العبرانية ودرس الأديان -كما تقول الروايات- وكان على الديانة المسيحية. لكن المسلمين يرفضون هذا الادعاء بقولهم أن ورقة مات في أول بعثة النبي محمد إذ أن الوحي بقي يتنزل عليه 23 سنة وأن محمد كان أميا لا يحسن القراءة والنسخ.
قام يوحنا الدمشقي، المعروف أيضًا باسم «دفّاق الذهب»، بالعكوف على القرآن تفلية ونبشًا، وادعى أن الإسلام يُعتبر طائفة مسيحية مهرطقة. وقد اعتبر يوحنا الدمشقي أن الراهب النسطوري «بحيرى» ساعد محمدًا على كتابة القرآن وكذلك حال ورقة بن نوفل، نافيًا مصدره الإلهي وقدسيته، لا سيما وأن الآريوسية والنسطورية كانتا تعتبران من الطوائف المهرطقة، واعتبر أن المشابهة بينه وبين نصوص الكتاب المقدس إنما هي مشابهة ضحلة بما قلَّتْ قيمته من أسفار العهدين القديم والجديد.
في كتابه De Haeresbius (بالعربية: الهراطقة) اعتبر الإسلام نوعًا من المسيحية المهرطقة، وفي الكتاب المذكور، سرد الدمشقي قائمة مائة هرطقة ظهرت بين القرن الأول والقرن السابع، ونال الإسلام الترتيب مئة في تصنيف الدمشقي. دعم الدمشقي أطروحة حول الآثار المسيحية والكتابية في القرآن، عملية الأخذ والرد بين مؤيدي نظرة الدمشقي ومعارضيه لا تزال حتى اليوم من خلال مؤلفات النقد والنقد المعاكس، وما يعيقها فعليًا فقدان عدد كبير من الوثائق القديمة المتعلقة ببداية الإسلام خصوصًا إثر حريق المكتبة المكية بداية القرن العشرين.
ويرد المسلمين على هذا الادعاء بالقول أن المؤرخين النصارى أصلا أخذو اسمي بحيرى وورقة من كتب السيرة النبوية التي لا تروي إلا موقفا لكل منهما مع النبي محمد قبل البعثة بسنوات أو في أولها، كما يحتجون أن الإسلام يناقض النصرانية جذريا لما جاء في القرآن «لقد كفر الذين قالوا إن الله ثالث ثلاثة»۝٧٣, «لقد كفر الذين قالوا إن الله هو المسيح بن مريم»۝٧٢ سورة المائدة , ويضيفون أن الإسلام دين قائم بحد ذاته وكتابه واحد محفوظ بلغته الأصلية.

## ورقة بن نوفل في السينما والتلفزيون
جسدت شخصية ورقة بن نوفل في مسلسلات وأفلام منها:
- 2008: مسلسل قمر بني هاشم من إخراج السوري محمد شيخ نجيب وقام بتجسيد شخصية ورقة بن نوفل الممثل السوري مروان أبو شاهين.
- فيلم رحمة للعالمين من إخراج السوري نجدة إسماعيل أنزور وقام بتجسيد شخصية ورقة بن نوفل الممثل اللبناني عمار شلق.
- 2012: مسلسل عمر من إخراج السوري حاتم علي وقام بتجسيد شخصية ورقة بن نوفل الممثل السوري رفيق السبيعي.
- 1993: المسلسل المصري الوعد الحق وقام بتجسيد دور «ورقة بن نوفل» الممثل جمال إسماعيل.

## مواضيع ذات صلة
- البشارات ببعثة الرسول محمد